# Knokke (Knokke-Heist)
Knokke (fr. Knocke) – dzielnica (deelgemeente) uzdrowiskowa gminy Knokke-Heist w Belgii, w Regionie Flamandzkim, w prowincji Flandria Zachodnia, w okręgu Brugia. 1 stycznia 2020 roku liczyła 14 221 mieszkańców. Do 31 grudnia 1970 samodzielna gmina.

## Demografia
Liczba mieszkańców, stan na 1 stycznia:
| Rok                | 1930 | 1947   | 1961   | 2020   |
| ------------------ | ---- | ------ | ------ | ------ |
| Liczba mieszkańców | 7278 | 11 029 | 13 649 | 14 221 |